# First Blood (groupe)
Pour les articles homonymes, voir First Blood.
First Blood est un groupe américain de punk hardcore, originaire de San Francisco, en Californie.

## Histoire
First Blood sort son premier disque, un EP au titre éponyme, en 2003. L'année suivante, ils sortent un split EP avec Blacklisted intitulé The Dead Man's Hand. Enfin, en 2006, le groupe sort son premier album studio, Killafornia, sur Trustkill Records. First Blood part également en tournée cette année-là avec Ignite, Comeback Kid, The Red Chord, Sick of It All, Stretch Arm Strong, et d'autres, et participe au New England Metal Fest le 29 avril. Le groupe effectue ensuite une longue tournée en 2007 avec des groupes tels que Full Blown Chaos, Since the Flood et Death Before Dishonor.
En 2010, ils sortent leur deuxième album, Silence Is Betrayal, sur Bullet Tooth Records.
Le 10 février 2017, First Blood sort son troisième album studio Rules, le premier en sept ans, produit par Will Putney sur Pure Noise Records,. Le clip lyrique de Rules of Conviction est diffusé en janvier de la même année, et le clip de Rules of Conviction avec Jesse Barnett de Stick to Your Guns et Kobayashi Hiroyuki de Loyal to the Grave en juin,.
En septembre 2022, ils jouent à la tournée européenne Taste of Anarchy Club Rage Tour avec Nasty, Forty Four, et Paleface.

## Discographie
- 2003 : First Blood (EP, Bridge 9 Records)
- 2008 : Dead Man's Hand 03 (Deathwish Inc., split avec Blacklisted)
- 2006 : Killafornia (Trustkill Records)
- 2010 : Silence Is Betrayal (Bullet Tooth Records)
- 2017 : Rules (Pure Noise Records 18e des Billboard Top Heatseekers[5])